# Leicester (Massachusetts)
Leicester je město v okresu Worcester County ve státě Massachusetts ve Spojených státech amerických. K roku 2010 zde žilo 10 970 obyvatel. S celkovou rozlohou 63,9 km² byla hustota zalidnění 170 obyvatel na km².